# Bombus sporadicus
Espèce
Bombus sporadicus est une espèce de bourdons que l'on trouve en Scandinavie, en Russie, en Mongolie et en Chine.